# Mathee Taweekulkarn
Mathee Taweekulkarn (thailändisch เมธี ทวีกุลกาญจน์; * 19. März 1986) ist ein thailändischer Fußballspieler.

## Karriere
Mathee Taweekulkarn stand bis Ende 2012 beim PTT Rayong FC unter Vertrag. Der Verein spielte in der zweiten Liga, damaligen Thai Premier League Division 1. Im Januar 2013 wechselte er zum ebenfalls in der zweiten Liga spielenden Nakhon Ratchasima FC. 2014 wurde er mit dem Verein aus Nakhon Ratchasima Meister der Liga und stieg somit in die erste Liga auf. Am 22. Mai 2022 stand er mit Korat im Finale des FA Cup. Das Endspiel gegen den Erstligisten Buriram United wurde 1:0 nach Verlängerung verloren. Nach 121 Erstligaspielen wurde sein Vertrag im Sommer 2022 nicht verlängert.

## Erfolge
Nakhon Ratchasima FC
- Thailändischer Zweitligameister: 2014  ▲